# John Wilson Education Society’s Wilson College

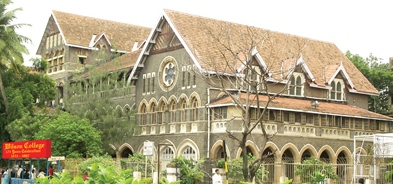
Historisches Gebäude

Das John Wilson Education Society’s Wilson College (Hindi: विल्सन महाविद्यालय), ehemals Wilson College, Mumbai bzw. Wilson College, Bombay, ist ein College in Mumbai (Maharashtra, Indien). Die Geschichte der protestantischen Bildungseinrichtung geht auf die Kolonie Britisch-Indien zurück. Das National Assessment and Accreditation Council vergab dem College das drittbeste Prädikat („A“). Der Campus befindet sich im Südwesten der Stadt direkt am Strand Girgaon Chowpatty.

## Geschichte
Der schottische Priester, Missionar und Orientalist John Wilson DD FRS gründete im Jahre 1832 die Ambroli English School in Girgaum, die später Wilson School genannt wurde. Hieraus entstand 1836 das College. 1889 erfolgte der Umzug zum heutigen Standort. Das Pandita Ramabai Hostel (PRH), das Mädchenheim des Wilson College, wurde 1932 gegründet. 
Seit 1963 gehört das College zur John Wilson Education Society.

## Bauwerke
Das erste (heute noch als Hauptgebäude benutzte) Gebäude wurde 1889 im Stil der Neugotik (domestic Victorian Gothic style) nach Plänen von John Adams erbaut und ist heute ein städtisches Baudenkmal (Grade III heritage structure). Hier befindet sich eine Kapelle. Des Weiteren gibt es ein Sportzentrum.

## Colleges
- Junior College
- Senior College Department of Arts
- Senior College Departments of Science
- Senior College Departments of SFC

## Departments
- Marathi
- Hindi
- Sanskrit
- Englisch (English)
- Politikwissenschaften (Political Science)
- Volkswirtschaftslehre (Economics)
- Soziologie (Sociology)
- Geschichte (History)
- Psychologie (Psychology)
- Computertechnik (Computer Science)
- Elektrotechnik (Electronics)
- Informatik (Information Technology)
- Physik (Physics)
- Chemie (Chemistry)
- Mikrobiologie und Biotechnologie (Microbiology and Biotechnology)
- Zoologie (Zoology)
- Botanik (Botany)

## Berühmte Absolventen
- Alice Maude Sorabji Pennell (1874–1951); erste indische Frau mit einem technischen Universitätsabschluss
- Morarji Desai (1896–1995); 4. Premierminister Indiens und politischer Aktivist[11][12]
- Nissim Ezekiel (1924–2004); Poet, Dramatiker und Kritiker.
- Balasaheb Gangadhar Kher (1888–1957); erster Chief Minister von Bombay State[13]
- Chandralekha (1928–2006); indische Tänzerin und Choreographin
- Rohini Khadilkar (* 1963); Schachmeisterin (Woman International Master)
- Asoka Mehta (1911–1984), indischer Politiker
- Nachiket Mor (* 1960); Vorstandsmitglied der Reserve Bank of India und Vorstandsvorsitzender von CARE India.
- B. K. Karanjia (1919–2012); indischer Filmjournalist und -Redakteur
- R. K. Karanjia (1912–2008); indischer Journalist, Autor und Gründer des Wochenmagazins Blitz.
- Tryambak Shankar Shejwalkar (1895–1963); Historiker und Essayist

## Sonstiges

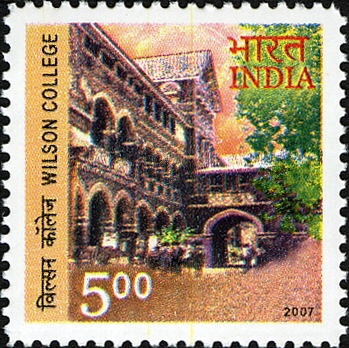
Briefmarke mit Collegegebäude (2007)

- Die Bibliothek umfasst 80.000 Bände.[14][15]
- Die Universitätszeitung The Wilsonian erscheint jährlich in Magazinform. Die erste Ausgabe erschien 1909 in Poon und wurde von Scottish Mission Industries Co. Ltd. im Auftrag der Wilson College Literary Society produziert.[16]
- 2007 gab die indische Postverwaltung ein Postwertzeichen im Nennwert von 5 Rupien heraus, die als Motiv das Collegegebäude zeigt.